# كفر حسن عكاشة
قرية كفر حسن عكاشة هي إحدى القرى التابعة لمركز منيا القمح في محافظة الشرقية في جمهورية مصر العربية. حسب إحصاءات سنة 2006، بلغ إجمالي السكان في كفر حسن عكاشة 2055 نسمة، منهم 1079 رجل و976 امرأة.